# Dallara F2 2018
Dallara F2 2018 (изначально Dallara F2/18) — гоночный автомобиль с открытыми колёсами, разработанный итальянским производителем Dallara для чемпионата ФИА Формула-2, серии гонок поддержки для этапов Формулы-1. F2 2018 является вторым автомобилем, который используется в чемпионате, и был впервые представлен в сезоне 2018 года, заменив своего предшественника Dallara GP2/11. Так как чемпионат ФИА Формула-2 — это моносерия, F2 2018 является базовым автомобилем для каждой команды, участвующей в чемпионате. Автомобиль был представлен 31 августа 2017 года.

## История
Первая информация об автомобиле появилась в мае 2017 года. Тогда было объявлено, что внешний вид автомобиля будет схож с болидами Формулы-1, а в целях экономии автомобиль будет построен с использованием тех же запчастей, что и прошлое шасси Формулы-2. Автомобиль был представлен публике 31 августа 2017 года во время гоночного уик-энда на трассе Монца. Первые тесты состоялись 14 февраля 2018 года на трассе Маньи-Кур. Гоночный дебют болида произошел 7 апреля 2018 года на международном автодроме Бахрейна. Гонку выиграл Ландо Норрис, пилот команды Carlin, стартовав с поул-позиции. 6 ноября 2020 года было объявлено, что автомобиль продолжит использоваться по сезон 2023 года в рамках мер по сокращению расходов из-за пандемии COVID-19.

## Дизайн

### Конструкция шасси
По сравнению со своим предшественником, F2 2018 имеет более широкое переднее крыло и более узкое заднее крыло, но в конструкции сохранился «акулий плавник». Несмотря на то, что большинство деталей было разработано специально под этот автомобиль, F2 2018 продолжил использовать такие же параметры тормозов, колёс и топливного бака, как на GP2/11. Так же на болиде установлено устройство безопасности Halo и система DRS, аналогичная используемой в Формуле-1.
В 2019 году было объявлено, что автомобили F2 2018 с сезона 2020 года будут использовать 18-дюймовые колёсные диски. Это предоставит возможность Pirelli собрать информацию о работе новых шин перед их дебютом в Формуле-1 в сезоне 2022 года.

### Двигатель
F2 2018 оснащён двигателем Mecachrome V6 с рабочим объёмом 3,4 л с турбонаддувом. Двигатель развивает мощность 620 л. с. при 8750 об/мин и имеет максимальный крутящий момент 570 Н·м при 6000 об/мин. Ресурс двигателя оценивается в 8000 км. В качестве поставщика топлива и смазочных материалов выступает компания Elf, так как она имеет долгосрочное сотрудничество с Mecachrome.

### Электроника
Автомобиль использует комплект электронных устройств производства Magneti Marelli. Он включает в себя блок управления двигателем и коробкой передач Marvel SRG 480 ECU/GCU и блок управления питанием PDU 12-42.

### Производительность
Автомобиль способен разогнаться от 0 до 100 км/ч за 2,9 секунды, а от 0 до 200 км/ч за 6,6 секунды. Максимальная скорость оценивается в 335 км/ч.

## Критика
После своего гоночного дебюта автомобиль получил репутацию сложного в управлении. Это было связано с тем, что двигатель с турбонаддувом требует более чувствительной работы со сцеплением и подачей газа. В дебютном для автомобиля этапе, в Бахрейне, сразу несколько гонщиков имели проблемы со стартом — автомобили глохли и им приходилось стартовать с пит-лейна. В первых пяти этапах сезона 2018 года многочисленные проблемы со стартом и надёжностью двигателей привели к волне критики автомобиля со стороны пилотов. Артём Маркелов, пилот команды Russian Time, заявил, что организаторы чемпионата не смогли справиться с собственной задачей по подготовке новой машины к старту сезона. Ландо Норрис, пилот команды Carlin, выразил свою обеспокоенность этой ситуацией и заявил, что победы в чемпионате будут доставаться не тем, кто быстр, а тем, у кого меньше всех проблем с машиной. В дальнейшем руководитель чемпионата Бруно Мишель признал, что существуют проблемы с автомобилями, но заявил, что введение F2 2018 было необходимо, так как автомобиль GP2/11 был уже устаревшим. После французского этапа на Поль Рикаре, FIA объявила, что старт всех гонок следующих этапов в Австрии в Шпильберге и в Великобритании в Сильверстоуне будет позади машины безопасности в целях безопасности, а также из-за невозможности внести изменения в конструкцию машин в условиях плотного расписания. После этапа в Великобритании организаторы серии отозвали все двигатели с автомобилей и объявили, что командам выдадут обновленные двигатели и они получать возможность их протестировать. Перед тестами было переписано программное обеспечение блока управления двигателем и изменена картография сцепления и газа. По итогам тестовых сессий внедренные новинки получили положительные отзывы команд и пилотов, и уже на следующем этапе в Венгрии в Хунгароринге серия вернулась к традиционным стартам с места.

## Смертельная авария
31 августа 2019 года в гонке на трассе Спа-Франкоршам в связке поворотов Eau Rouge и Radillon на втором круге произошла массовая авария. Антуан Юбер, пилот команды BWT Arden, потерял контроль над машиной, пытаясь увернуться от столкнувшейся с барьером машины Джулиана Алези и её обломками, и сам врезался в барьер и его болид отскочил на трассу. В то же время Хуан-Мануэль Корреа, пилот команды Sauber Junior Team, тоже потерял контроль над машиной из-за наезда на обломки и не смог увернуться от остановившейся машины Юбера. Машина Корреа столкнулась с машиной Юбера, удар пришёлся на правую сторону примерно под углом 86 градусов на скорости 218 км/ч. В результате аварии Антуан Юбер получил травмы, несовместимые с жизнью, и скончался спустя 1,5 часа после аварии. Хуан-Мануэль Корреа получил переломы позвоночника и обеих ног и был введён в искусственную кому.

## Статистика
- Сезоны: 2018, 2019, 2020, 2021, 2022, 2023
- Всего гонок: 931
- Чемпионы: Джордж Расселл (2018, ART Grand Prix), Ник де Врис (2019, ART Grand Prix), Мик Шумахер (2020, Prema Racing), Оскар Пиастри (2021, Prema Racing), Фелипе Другович (2022, MP Motorsport), Тео Пуршер (2023, ART Grand Prix)
- Командные титулы: Carlin (2018), DAMS (сезон 2019), Prema Racing (2020, 2021), MP Motorsport (сезон 2022), ART Grand Prix (сезон 2023)
- Больше всего побед среди гонщиков: 8 — Фелипе Другович (2020 — 2022)
- Больше всего побед среди команд: 30 — Prema Racing (2018 — 2023)
- Больше всего подиумов среди гонщиков: 20 — Чжоу Гуаньюй (2019 — 2021), Тео Пуршер (2020 — 2023)
- Больше всего подиумов среди команд: 70 — ART Grand Prix (2018 — 2023)
- Больше всего поул-позиций среди гонщиков: 7 — Ник де Врис (2018 — 2019)2 3
- Больше всего поул-позиций среди команд: 18 — ART Grand Prix (2018 — 2023)3
- Больше всего быстрых кругов среди гонщиков: 7 — Ник де Врис (2018 — 2019), Чжоу Гуаньюй (2019 — 2021), Джек Дуэн (2021 — 2023)
- Больше всего быстрых кругов среди команд: 27 — Prema Racing (2018 — 2023)